# Car (sockenhuvudort i Kina, Tibet Autonomous Region, lat 29,39, long 89,31)
Car (kinesiska: Cha’er, 茶尔, Quelong, 确隆, 茶尔乡) är en sockenhuvudort i Kina. Den ligger i den autonoma regionen Tibet, i den sydvästra delen av landet, omkring 180 kilometer väster om regionhuvudstaden Lhasa. Antalet invånare är 2 404. Befolkningen består av 1 188 kvinnor och 1 216 män. Barn under 15 år utgör 29,0 %, vuxna 15-64 år 64 %, och äldre över 65 år 6,0 %.
Runt Car är det ganska glesbefolkat, med 29 invånare per kvadratkilometer. Närmaste större samhälle är Jangdam, 8,7 km sydväst om Car. Trakten runt Car består i huvudsak av gräsmarker.
Genomsnittlig årsnederbörd är 600 millimeter. Den regnigaste månaden är juli, med i genomsnitt 201 mm nederbörd, och den torraste är januari, med 2 mm nederbörd.